# Joan the Woman
Joan the Woman és una pel·lícula muda èpica dirigida per Cecil B. DeMille i protagonitzada per Geraldine Farrar en el paper de Joana d'Arc. Es tracta del primer drama històric que va dirigir DeMille i va servir de prototip per a les pel·lícules èpiques a produir-se en endavant. La pel·lícula, adaptada a partir de la peça teatral “Die Jungfrau von Orléans” (la donzella d'Orleans) de Friedrich von Schiller adaptada per Jeanie McPherson es va estrenar el 25 de desembre de 1916.

## Argument
Mentre lluita a França durant la Primera Guerra Mundial, un soldat anglès somia amb Joana d'Arc, que li demana que mori per França ja que així expiarà els pecats que els anglesos van cometre contra ella. Llavors, veu com es converteix en la líder de les forces de Carles VII contra els britànics i allibera Orleans de l'ocupació enemiga. Poc després, però, Joana és traïda per Eric Trent, el seu amant britànic, i és capturada, jutjada i cremada a la foguera. Inspirat per aquesta visió, el soldat, quan es desperta, es sacrifica en una atrevida incursió nocturna dins les trinxeres alemanyes

## Repartiment
- Geraldine Farrar (Joana d'Arc)
- Raymond Hatton (Carles VII)
- Hobart Bosworth (general La Hire)
- Theodore Roberts (Cauchon)
- Wallace Reid (Eric Trent el 1431 i el 1917)
- Charles Clary (La Tremouille)
- James Neill (Laxart)
- Tully Marshall (ocellaire)
- Lawrence Peyton (Gaspard)
- Horace B. Carpenter (Jacques d'Arc)
- Cleo Ridgely (favorita del rei)
- Lillian Leighton (Isambeau)
- Marjorie Daw (Katherine)
- Stephen Gray (Pierre)
- Ernest Joy (Robert de Beaudricourt)
- John Oaker (Jean de Metz)
- Hugo B. Koch (duc de Burgundy)
- William Conklin (John de Luxembourg)
- Walter Long (el botxí)
- William Elmer (Guy Townes)
- Emilius Jorgensen (Michael)
- Donald Crisp
- Jack Hoxie
- Lucien Littlefield
- Nigel De Brulier (home en el judici, no surt als crèdits)
- Jack Holt (no surt als crèdits)
- Fred Kohler (sequaç de l'ocellaire, no surt als crèdits)
- Ramón Novarro (pagès famolenc, no surt als crèdits)